# Литл Вили
Мали Вили (енгл. Little Willie) био је прототип тенка Британске империје. Конструисан је у јесен 1915.

## Позадина

### Застој на Западном фронту
Крајем 1914, прве године Првог светског рата, фронтови су се стабилизовали и настала је фаза позицијског рата, првенствено због све јаче ватре (нарочито из аутоматског оружја) и све обимнијег утврђивања. Стога је тражено борбено средство које би у таквим услоима омогућило пробијање непријатељске одбране и преношење дејстава у слободни оперативни простор. То ново борбено средство био је тенк, који се најпре појавио у британској, а касније и у француској и у немачкој војсци.

### Сувоземне крстарице
У Великој Британији пуковник Е. Свинтон је већ 20. октобра 1914. изнео теорију о изградњи возила на гусеницама (слично онима на већ постојећем америчком трактору Холт), које би се могло кретати преко левкова од граната и рушити жичане препреке, штитити својим оклопом посаду од ватре аутоматског оружја и парчади граната, и топовима уништавати непријатељска митраљеска гнезда. Министарство рата одбило је његов предлог као фантастичан, али је корисност идеје уочио Винстон Черчил и фебруара 1915. образовао Комитет за градњу сувоземних крстарица (енгл. Landships Committee) при Адмиралитету (на чијем се челу налазио). Први пројекат мајора Хетерингтона (платформа димензија 30x24 м на три точка пречника 12 м и тежине преко 1000 тона) одбачен је као непрактичан.

## Први прототипови тенка
Почетком јуна 1915. заинтересовао се са Свинтонову идеју британски главни командант на Западном фронту, генерал Џон Френч, и поставио захтев за израду већег броја сувоземних крстарица на гусеницама, мањих димензија, брзине кретања најмање 4 км/час. Комитет за градњу сувоземних крстарица одмах се обратио фирми за градњу трактора Фостерс из Линколна (енгл. Foster's of Lincoln), са захтевом да конструишу оклопљени гусенични трактор, наоружан митраљезом, који би могао прелазити преко ровова широких 1 м. Инжињери Виљем Тритон и Волтер Вилсон, проучавајући трактор Холт, израдили су за два месеца пројекат, а већ октобра 1915. показали су пуковнику Свинтону своје окопно возило на гусеницама, названо Мали Вили (енгл. Little Willie). Возило се могло окретати око себе и прелазити преко ровова ширине 1.25 м. Свинтон није био задовољан, сматрајући да возило није погодно за употребу на фронту. Стога су Тритон и Вилсон већ 2. фебруара 1916. конструисали и показали ново оклопно гусенично возило, које је ушло у масовну производњу као први тенк, Марк I.

### Линколнова машина
Крајем јула 1915, Месерс, Вилијам Фостер и компанија Линколн започели су производњу прототипа оклопног возила на гусеницама. Возило су дизајнирали и осмислили Вилијам Тритон и поручник Вилсон. Гусенице за возило су наручене из САД и сличне дуже од оних коришћених на Булок тракторима.
Иза себе, возило је вукло репне точкове, који су му побољшавали стабилност и управљање. На возило је монтирана лажна, фиксирана купола. Возило није имало наоружање, али је био у плану један двофунтни топ и седам митраљеза. Први пут је тестирано близу Линколна почетком септембра 1915. године. Линколнова машина (енгл. Lincoln Machine) први је тенк икада изграђен, делимично успешан. Гусенице су се показале као лоше и прекратке, те се њима могао прећи ров ширине само 1,2 метра.

### Мали Вили
Дизајнирање другог возила је започето пре довршетка првог модела. Тај други модел, који је касније назван Мали Вили (енгл. Little Willie), користио је шасију првог возила, али су гусенице биле дуже и побољшане. Укупна дужина тог тенка била је око осам метара. У њега је био уграђен шестоцилиндрични мотор снаге 105 коњских снага, мењач и диференцијал са Фостер-Дајмлер трактора.
Постигнута је брзина од 3,2 km/h, задржан је репни точак, али је уклоњена лажна купола. Реконструисано возило је завршено у децембру 1915. и на тестирањима се показао као добро, али га је већ тада засенио други дизајн тенка названог Биг Вили (енгл. Big Willie — велики Вили).

## Данас
Литл Вили се очувао кроз ратове. Данас га је могуће погледати у Бовингтоншком музеју тенкова, једном од најпознатијих тенковских музеја. Он је у суштини сама шасија, без мотора, али поседује нешто опреме.